# Deborah Oke
Opeyemi Deborah Oke (* 29. Oktober 2004) ist eine nigerianische Sprinterin, die sich auf den 400-Meter-Lauf spezialisiert hat.

## Sportliche Laufbahn
Erste Erfahrungen bei internationalen Meisterschaften sammelte Deborah Oke im Jahr 2021, als sie bei den U20-Weltmeisterschaften in Nairobi mit 57,30 s in der ersten Runde im 400-Meter-Lauf ausschied. Zudem siegte sie in 3:31,46 min mit der nigerianischen 4-mal-400-Meter-Staffel und auch in der Mixed-Staffel siegte sie in 3:19,70 min. Im Jahr darauf gewann sie bei den Afrikameisterschaften in Port Louis in 3:36,24 min gemeinsam mit Queen Usunobun, Ella Onojuvwevwo und Patience Okon George die Bronzemedaille hinter den Teams aus Südafrika und Kenia. Anschließend schied sie bei den U20-Weltmeisterschaften in Cali mit der Staffel mit 3:36,89 min im Vorlauf aus. 2023 siegte sie bei den U20-Afrikameisterschaften in Ndola in 52,67 s über 400 Meter sowie in 3:38,64 min auch in der 4-mal-400-Meter-Staffel. Im August wurde sie bei den Weltmeisterschaften in Budapest mit der Staffel im Vorlauf disqualifiziert.

## Persönliche Bestleistungen
- 200 Meter: 23,76 s (0,0 m/s), 8. Dezember 2022 in Asaba
- 400 Meter: 52,67 s, 30. April 2023 in Ndola